# Filotas (general seléucida)
Filotas fue un general al servicio del rey seléucida Antíoco III el Grande, y quien comandaba la guarnición de Abidos, en el Helesponto, durante la guerra romano-siria. En 190 a. C. fue asediado por la flota romana de Gayo Livio Salinator, ante la que estaba a punto de capitular, pero antes de que aceptara los términos de la rendición, las noticias de la derrota de la flota rodia de Panfílidas hizo que Livio se retirara a toda prisa para oponerse al almirante seléucida Polixénidas de Rodas.